# Ext3
Third Extended File System oftewel ext3 is een bestandssysteem dat wordt gebruikt door Linux-besturingssystemen. Het is geïntroduceerd in 2001 en is tegenwoordig standaard voor de meeste Linuxdistributies. Ext3 is in essentie een ext2-bestandssysteem aangevuld met een journaal. 
Wanneer er veranderingen in het bestandssysteem moeten gebeuren (zoals bij het verwijderen van een bestand) dan wordt dit eerst opgenomen in het journaal voordat de operaties effectief op het bestandssysteem worden uitgevoerd. Dit zorgt ervoor dat de consistentie van het bestandsysteem sneller gecontroleerd kan worden. Het hele bestandssysteem hoeft immers niet meer volledig doorlopen te worden om inconsistenties als gevolg van een systeemcrash of stroomonderbreking te detecteren, zoals dat het geval was bij ext2 door fsck.
Ext3 schrijft buiten metadata ook de gegevens weg in het journaal (mits het in de mode "Journal" werkt). Dit in tegenstelling tot andere journaal bestandssystemen, zoals ReiserFS. Ext3 is compleet compatibel met ext2. Het converteren van ext2 naar ext3 en vice versa kan dan ook zonder al te veel problemen verlopen. Ext3 kent vrijwel geen fragmentatie en defragmenteren is daardoor overbodig.
Via Ext2Fsd kan ondersteuning voor Ext3 aan Windows toegevoegd worden.